# Ango

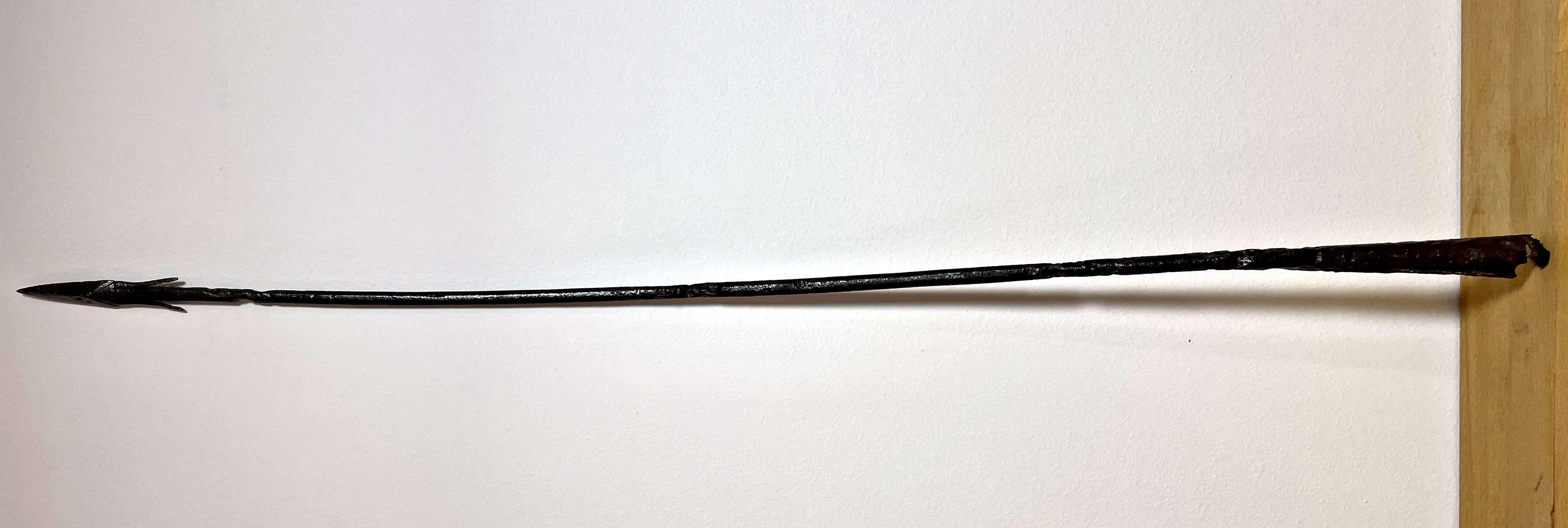
86 cm lange Spitze eines fränkischen Ango, im Museum Grünstadt

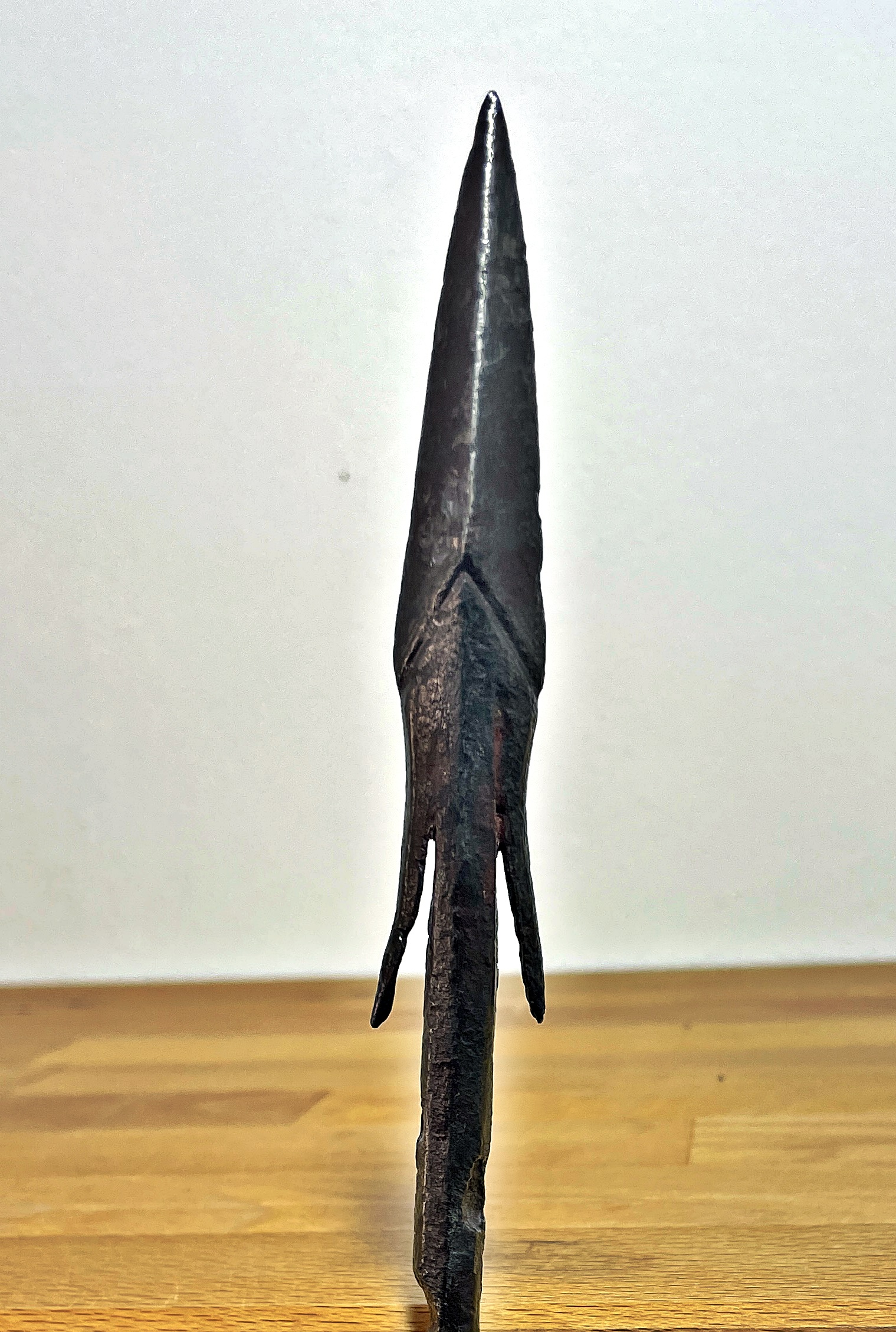
Blatt einer (insgesamt 86 cm langen) fränkischen Angospitze im Museum Grünstadt

Der Ango (mittelgriechisch ἄγγων angōn, althochdeutsch ango „Haken, Stachel, Spitze“) ist eine germanische Sonderform des Speeres.

## Beschreibung
Der Ango besaß ein etwa zehn Zentimeter langes, pfeilförmiges Blatt aus Eisen, mit viereckigem Querschnitt und Widerhaken, auf einem sehr langen Eisenstab, der am Ende in eine Tülle überging. Diese gesamte Metallspitze, von ca. einem Meter Länge, steckte auf einem Holzschaft. Die Gesamtlänge betrug wahrscheinlich zwischen zwei und drei Meter. Man benutzte ihn als Kampf- und Jagdwaffe.
Er diente auch dazu, den Schild des Gegners, oder nach Möglichkeit diesen selbst zu durchbohren. Nach Durchbohren des Schildes sollte dieser mit Hilfe der Widerhaken und des Gewichtes des Angos dem Gegner entrissen werden. Das dünne Vorderteil war, wie das des römischen Pilums, so konstruiert, dass es sich nach dem Auftreffen verbog und so für den Gegner unbrauchbar wurde.
Der Ango kam hauptsächlich bei den Franken vor, wurde aber auch bei anderen Stämmen wie den Thüringern gefunden. Die größte Verbreitung fand der Ango im unterrheinischen Gebiet, das von den heutigen Städten Lille, Bielefeld und Karlsruhe eingeschlossen wird. Die meisten Funde konnten auf die Jahre 480 bis 520 n. Chr. datiert werden.
Teilweise wird der Ango auch fränkischer Haken genannt.

## Beschreibung bei Agathias
Folgendes berichtet Agathias in seinen Historien über die Bewaffnung der Franken:
„Diese Angonen sind Speere von mittlerer Größe, zum Schleudern und zum Stoß im Nahkampf gleich geeignet. Den größten Teil bedeckt der eiserne Beschlag, so dass das Holz kaum am untersten Ende hervorsieht; oben an der Spitze sind an beiden Seiten einige gebogene Spitzen, in der Form von Angelhaken, nach unten gekrümmt. Im Gefecht schleudert nun der Franke einen solchen Angon. Wenn er den Menschenleib trifft, dringt natürlich die Spitze ein, und es ist für einen Getroffenen ebenso wie für einen anderen schwer, das Geschoss herauszuziehen, denn die Widerhaken, die im Fleisch stecken, leisten Widerstand und vermehren die Schmerzen, so dass der Feind, selbst wenn die Wunde an und für sich nicht tödlich war, doch zugrunde gehen muss. Wenn dagegen der Schild getroffen ist, so hängt der Speer von demselben herab und bewegt sich gleichzeitig mit demselben, und das unterste Ende schleppt am Boden nach. Der Betroffene kann den Speer nicht herausziehen wegen der eingedrungenen Haken und auch nicht abhauen, da das Holz durch das umgelegte Eisen geschützt ist. Sieht das der Franke, so springt er schnell darauf und tritt auf den Lanzenschaft, so dass der Schild herabgedrückt wird, die Hand des Eigentümers nachgeben muss und Kopf wie Brust entblößt werden. Dann ist es ein leichtes, den unbedeckten Gegner zu töten, entweder durch einen Axthieb auf den Kopf oder durch einen Stoß mit einem zweiten Speer in die Kehle. So ist die Bewaffnung der Franken, und dergestalt rüsteten sie sich zum Kampf.“